# Alix d'Aigremont
Alix d'Aigremont ou Alix de Neuviller, dite aussi Bartholomette ou Berthemette, née vers 1230 et morte avant mai 1302, est la fille de Renier III d'Aigremont, seigneur d'Aigremont, et d'Isabelle de Bauffremont. Par son mariage avec Jean Ier de Choiseul, elle devient dame de Choiseul, en Champagne, à la fin du XIIIe siècle et au début du XIVe siècle.

## Biographie
Alix d'Aigremont est la fille et unique héritière de Renier III d'Aigremont, seigneur d'Aigremont, et d'Isabelle de Bauffremont. À la mort de son père vers 1245, elle devient dame d'Aigremont et de Neuviller.
Vers 1246, elle épouse Jean Ier de Choiseul, seigneur de Choiseul, et devient donc également dame de Choiseul. Par cette union, les châtellenies de Choiseul et d'Aigremont se retrouvent de nouveau réunies.
Vers 1275, son époux Jean Ier de Choiseul, connétable de Bourgogne, projette de partir en croisade avec le duc Robert II de Bourgogne, et c'est probablement à ce moment-là qu'Alix fait le vœu de faire le pèlerinage en Terre Sainte. Néanmoins, cette croisade sera avortée et Aix ne réalisera pas ce voyage. Aussi, le 4 janvier 1289, le pape Nicolas IV charge l'abbé de Saint-Étienne de Dijon de l'absoudre son vœu de croisade compte-tenu de son âge en échange du paiement d'un subside.
Entre 1277 et 1279, Alix dirige seule Choiseul et Aigremont car son époux est retenu prisonnier par l'évêque de Metz à la suite des guerres du duc de Lorraine Ferry III contre lui.
En 1286, elle fonde son anniversaire à l'abbaye de Morimond en présence de son mari et de ses enfants Jean, Renier, Alix et Jeanne.
Alix décède en 1302 et est inhumée en l'abbaye de Morimond. Pour le repos de son âme, son époux, avec le consentement de ses enfants Jean et Renier, donne à cette abbaye un étang à Vrécourt.
Par testament, elle fonde l'hôpital Saint-Antoine de Bourbonne. Aussi, son mari et ses enfants donnent chacun en 1304 vingt livrées de terre, prélevée sur leur héritage afin de daoter le nouvel hospice de biens fonciers et de trésorerie. Toutefois, ces dons sont insuffisants et son fils aîné Jean II avec sa femme Alix de Grancey complètent cette donation avec certains biens et revenus qu'ils avaient à Bourbonne.

## Mariage et enfants

Blason de la Maison de Choiseul.

Vers 1245 ou 1246, elle épouse Jean Ier de Choiseul, fils de Renard II de Choiseul, seigneur de Choiseul, et d'Alix de Dreux, dont elle a six enfants :
- Alix de Choiseul, qui épouse Guy de La Ferté-sur-Amance, fils de Gautier de Vignory, seigneur de La Ferté-sur-Amance, et de son épouse Jeanne, dont le nom de famille est inconnu, d'où postérité ;
- Jean de Choiseul, qui succède à son père en tant que seigneur de Choiseul ;
- Jeanne de Choiseul, qui épouse Pierre, seigneur de Bourlémont, fils Joffroy de Brixey de Bourlémont et de Sibylle de Saulxures, d'où postérité ;
- Renier de Choiseul, qui succède à sa mère en tant que seigneur d'Aigremont et de Neuviller ;
- Renard de Choiseul, qui succède à son père en tant que seigneur de Bourbonne. Il semble y posséder une part plus importante que ses cousins dit de Coublant ou de Bourbonne ;
- Alix ou Yolande de Choiseul, qui épouse Étienne III, seigneur d’Oiselay, fils de Guillaume d’Oiselay et de Marguerite de Vienne, d'où postérité.